# Kazys Grinius

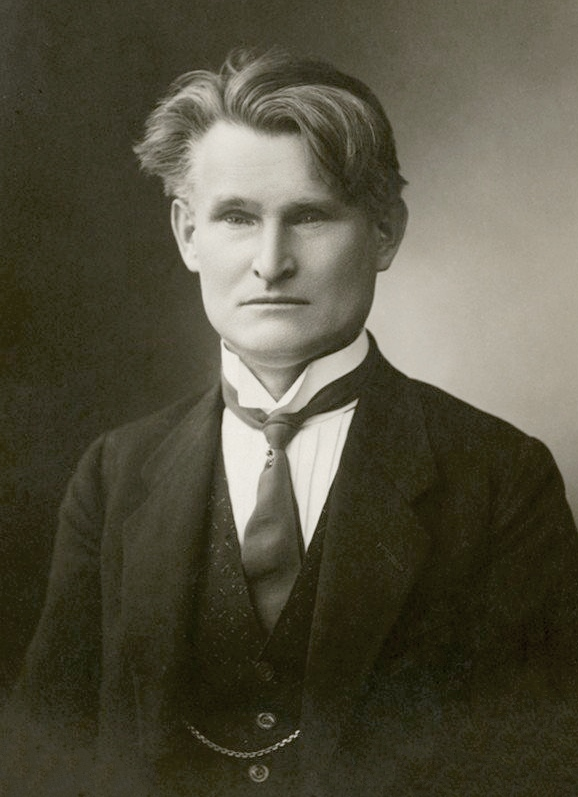
Kazys Grinius

Kazys Grinius (* 17. Dezember 1866 in Selima bei Marijampolė; † 4. Juni 1950 in Chicago) war ein litauischer Staatsmann und Politiker.

## Leben
Von 1879 bis 1887 absolvierte er das Gymnasium Marijampolė. 
Grinius war Mitglied der litauischen Nationalversammlung 1918 für die Bauernvolkspartei. Von 1920 bis 1922 war er Ministerpräsident seines Landes und handelte einen Vertrag mit der Sowjetunion aus, der 1922 unterzeichnet wurde. 1926 wurde er zum Präsidenten gewählt, aber bereits nach sechsmonatiger Amtszeit durch einen Militärputsch von Antanas Smetona gestürzt.
Nach der deutschen Besetzung Litauens im Zweiten Weltkrieg kooperierte er nicht mit der Besatzungsmacht. Vor der sowjetischen Besetzung 1944 floh er nach Westen und konnte 1947 in die USA emigrieren.
Am 21. September 2015 wurden Kazys Grinius und seine Frau Kristina Grinius von Yad Vashem als Gerechte unter den Völkern anerkannt. Das Ehepaar versteckte von Oktober 1941 bis Frühjahr 1942 den jüdischen Bekannten Dmitry Gelpernas, versorgte ihn mit falschen Ausweispapieren und lieferte wichtige Informationen für die Widerstandsbewegung und Medikamente für das Ghetto.